# Marta Kubišová
Marta Kubišová, née le 1er novembre 1942 à České Budějovice, est une chanteuse tchèque considérée comme un symbole dans son pays. Lors du Printemps de Prague en 1968, avec sa chanson Modlitba pro Martu (Une prière pour Marta), écrite pour un feuilleton et comportant une citation de Comenius sur la liberté, qu'elle a rechanté en novembre 1989, elle était devenue l'une des chanteuses les plus connues de Tchécoslovaquie.

## Biographie
Entre 1968 et 1971, elle a fait partie du groupe Golden Kids, avec Helena Vondráčková et Václav Neckář.
Durant le Printemps de Prague, elle enregistra plus de 200 disques, dont Songy a Balady (1969), immédiatement interdit de vente dans le commerce. En 1970, le gouvernement l'accusa d'avoir posé pour des photographies pornographiques afin qu'elle ne puisse plus se produire dans le pays jusqu'en 1989. Elle fait partie des signataires de la Charte 77. Ses premiers disques après la Révolution de velours en 1989 sont une réédition de Songy a Balady et une compilation de chansons anciennes, Lampa.
Avec l'ancienne actrice et femme politique Táňa Fischerová et le réalisateur Jan Kačer, elle aide à organiser une série de concerts de bienfaisance tous les ans, évènement diffusé à la télévision tchèque.

## Discographie

### Golden Kids
- Micro magic circus (Supraphon, 1969)
- Golden Kids 1 (Supraphon, 1970)

### Solo
- Songy a balady (1969, 1996)
- Lampa (1990)
- Někdy si zpívám (1991)
- Singly 1 (1996)
- Nechte zvony znít (Singly 2) (1997)
- Dejte mi kousek louky (Singly 3) (1998)
- Modlitba (Singly 4) (1999)